# Slag bij Stones River
De Slag bij Stones River vond plaats tussen 31 december 1862 en 2 januari 1863 nabij Murfreesboro in Tennessee. Door de ligging is deze slag ook bekend als de Tweede Slag bij Murfreesboro. Van de verschillende grote veldslagen tijdens de burgeroorlog was Stones River de slag met het hoogste percentage aan slachtoffers aan beide zijden. De slag zelf was onbeslist. De Noordelijken slaagden er echter in om tijdens de strijd twee grootscheepse Zuidelijke aanvallen af te slaan. De Zuidelijken moesten zich terugtrekken wat een grote boost aan het Noordelijke moraal gaf na hun nederlaag in de Slag bij Fredericksburg. De Zuidelijke pogingen om midden Tennessee onder controle te krijgen vielen eveneens in het water.

## Stones Riverveltocht
Na de nederlaag van het Army of the Mississippi onder leiding van generaal Braxton Bragg in de Slag bij Perryville op 8 oktober 1862 trok hij zich terug naar Harrodsburg in Kentucky. Op 10 oktober voegde het 10.000 man sterke leger van generaal-majoor Kirby Smith zich bij Bragg. Hoewel Bragg nu 38.000 veteranen onder zijn bevel had, deed hij niets om het initiatief te herwinnen. Ook de Noordelijke generaal-majoor Don Carlos Buell, overwinnaar in Perryville, bleef passief.
Gefrustreerd trok Bragg zich terug via de Cumberland Gap, Knoxville en Chattanooga. Daar marcheerde hij in noordwestelijke richting en hield uiteindelijk halt in Murfreesboro in Tennessee. Zijn leger werd versterkt met Smiths Army of Kentucky en kreeg de nieuwe naam Army of Tennessee. Ten noordwesten van de stad namen ze defensieve stellingen in langs de Stones River. Tijdens een bezoek van president Jefferson Davis, op 16 december, kreeg Bragg te horen dat hij de infanteriedivisie van generaal-majoor Carter L. Stevenson naar Mississippi moest sturen om Vicksburg te helpen verdedigen. Dit verlies van 7.500 soldaten zou nog gevolgen hebben in de komende slag. Bragg herorganiseerde zijn leger. Kirby Smith vertrok naar oostelijk Tennessee. Braggs leger bestond uit twee infanteriekorpsen onder leiding van generaal-majoor William J. Hardee en generaal-majoor Leonidas Polk en cavalerie onder leiding van brigadegeneraal Joseph Wheeler. Opnieuw verloor het leger aan kracht toen cavalerie-eenheden van Nathan Bedford Forrest en John Hunt Morgan raids moesten uitvoeren in Tennessee. Ook kreeg Bragg af te rekenen met een revolte binnen zijn eigen staf. Verschillende hoge officieren hadden een petitie gestuurd naar de president om Bragg te laten vervangen door generaal Joseph E. Johnston. Davis weigerde zowel Bragg als de opstandige generaals te vervangen.
President Abraham Lincoln was het niets doen van Buell beu en verving hem door generaal-majoor William S. Rosecrans, overwinnaar van de recente slagen bij Iuka en Corinth. Rosecrans verplaatste zijn XIV Corps (die snel tot Army of the Cumberland werd omgedoopt) naar Nashville, Tennessee. Hij kreeg de waarschuwing mee dat hij zou vervangen worden indien hij Bragg niet aanpakte en oostelijk Tennessee niet bezette. Toch nam Rosecrans voldoende tijd om zijn leger te reorganiseren en zijn troepen (en meer specifiek zijn cavalerie) te trainen. Hij begon pas met zijn opmars op 26 december.
Terwijl Rosecrans de nodige voorbereidingen trof in Nashville stuurde Bragg kolonel John Hunt Morgan eropuit om de Noordelijke communicatielijnen te verstoren. De Slag bij Hartsville kaderde binnen deze opdracht. Deze verrassingsaanval op de Noordelijken was een smadelijke nederlaag waarbij veel soldaten werden gevangengenomen. Ook Rosecrans liet een strategische cavalerie-aanval uitvoeren. Op 26 december voerde brigadegeneraal Samuel P. Carter raids uit in de Tennessee-vallei. Tot 5 januari vernielden Carters soldaten spoorwegbruggen en vochten ze schermutselingen uit met de vijand. Geen enkele raid, Noordelijk of Zuidelijk, had echter invloed op de komende slag.
Op 26 december vertrok het Army of the Cumberland in zuidoostelijke richting naar Murfreesboro. Ze marcheerden in drie colonnes of vleugels. Hun opmars werd verschillende keren vertraagd door aanvallen van Wheelers cavalerie. Hoewel Rosecrans’ leger 81.729 telde in Nashville, had hij bijna de helft van zijn effectief nodig om Nashville en zijn communicatielijnen te beschermen. De linkervleugel (14.500 soldaten) werd geleid door generaal-majoor Thomas L. Crittenden en volgde een parallelle weg langs de Nashville en Chattanooga spoorweg. De centrale vleugel (16.000 man sterk) onder leiding van generaal-majoor Alexander McDowell marcheerde in zuidelijke richting langs de Nolensville Turnpike om Murfreesboro vanuit het oosten te naderen. De rechtervleugel telde 13.500 soldaten en werd aangevoerd door generaal-majoor George Henry Thomas. Hij marcheerde langs de Wilson Turnpike en Franklin Turnpike om uiteindelijke via Nolensville dezelfde route te nemen van Crittenden. Met de verschillende marsroutes wou Rosecrans Hardee aanvallen bij Triune vooraleer hij Bragg zou aanpakken. Tijdens de opmars trok Bragg Hardee terug naar Murfreesboro.

## Murfreesboro en de aanvalsplannen
Murfreesboro was een klein stadje in de vallei van Stones River. Het was ooit een hoofdstad van een staat en was vernoemd naar kolonel Hardy Murfree, een officier tijdens de Amerikaanse Onafhankelijkheidsoorlog. Tijdens de burgeroorlog was het stadje het epicentrum van Zuidelijke sympathieën. Bragg en zijn leger werden warm onthaald en goed verzorgd in de maand december. Het lag in een rijke landbouwregio. Bragg zou de opbrengsten gebruiken om zijn leger te bevoorraden. Ook lag het op de strategisch belangrijke route die het Noordelijke leger zou kunnen gebruiken. Hardee zou later zeggen dat het slagveld geen defensieve voordelen had. Toch zou Bragg hier standhouden en niet langs de Duck River stellingen innemen zoals Rosecrans vermoedde. Bragg nam ook de politieke gevoeligheden in acht. Hij wist dat er zo weinig mogelijk grondgebied van Tennessee mocht verloren gaan. Daarom verkoos hij het relatief vlakke terrein bij een politiek belangrijke stad langs de Stones River. Delen van het gebied rond de stad bestonden uit kleine, maar dichtbeboste stukjes grond. Deze werden voornamelijk aangetroffen bij het kruispunt van de Nashville Pike en de Nashville and Chattanooga spoorweg. De verplaatsingen van de wagens en de artillerie werd bemoeilijkt door kalkstenen brokken die eruitzagen als tanden. Hardees korps lag bij Triune op ongeveer 32 km ten westen van Murfreesboro. Polk lag op de westelijke oever van de rivier met zijn troepen en het gedetacheerd korps van generaal-majoor John C. Breckinridge stond opgesteld bij de lagere heuvels ten oosten van de rivier. Niemand kreeg het bevel om veld-fortificaties uit te bouwen.

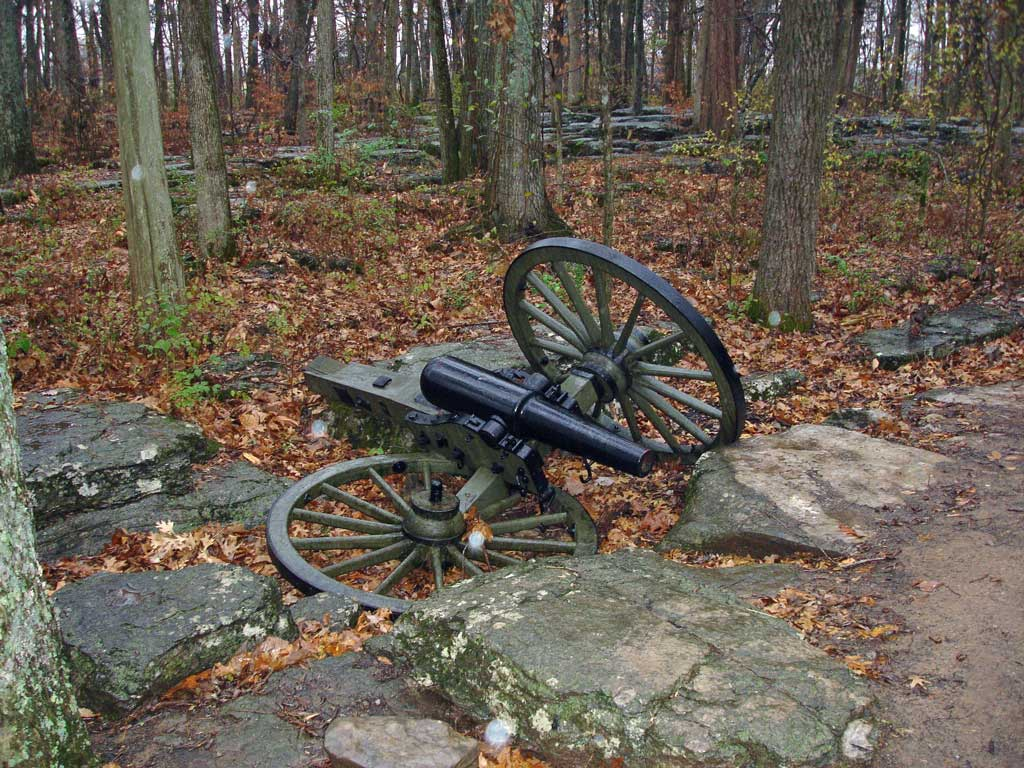
Kalkstenen tanden in de bossen rond Murfreesboro in 2005

Toen Rosecrans op 29 december in de omgeving van Murfreesboro aankwam, kampeerde het Army of Tennessee al een maand in het gebied. Tegen het invallen van de duisternis was twee derde van het Noordelijke leger opgesteld langs de Nashville Turnpike. De volgende dag telde Rosecrans leger 45.000 soldaten tegenover de 38.000 van Bragg. De kansen voor Bragg waren toch beter dan wat de cijfers zouden doen vermoeden. Bragg had verschillende cavalerie-eenheden onder Forrest, Morgan en Wheeler die de vijandelijk communicatielijnen veel schade toebrachten. Op 29 december had Wheeler diep achter de Noordelijke linies een bevoorradingscolonne vernietigd en 1.000 soldaten gevangengenomen. De onervaren Noordelijke cavalerie stond vrijwel machteloos tegen hun Zuidelijke tegenstander.
Op 30 december stelden de Noordelijken zich op in slaglinie op ongeveer 3 km ten noordwesten van Murfreesboro. De twee legers namen parallelle linies (zuidwest-noordoost georiënteerd) in die ongeveer 6 km lang waren. Braggs linkerflank was zwak. De Zuidelijke cavalerie schermde hun posities goed af zodat Rosecrans deze zwakte niet opmerkte. Net zoals in de Eerste Slag bij Bull Run van het jaar ervoor, ontwikkelden beide bevelhebbers gelijksoortige plannen. De vijandelijke rechterflank keren, de achterhoede aanvallen en het vijandelijke leger afsnijden van hun communicatielijnen. Omdat beide aanvalsplannen gelijklopend waren, zou de overwinning afhangen van diegene die het snelst het initiatief zou nemen. Het Noordelijke leger zou aanvallen na het ontbijt. Bragg zou echter aanvallen bij zonsopgang.

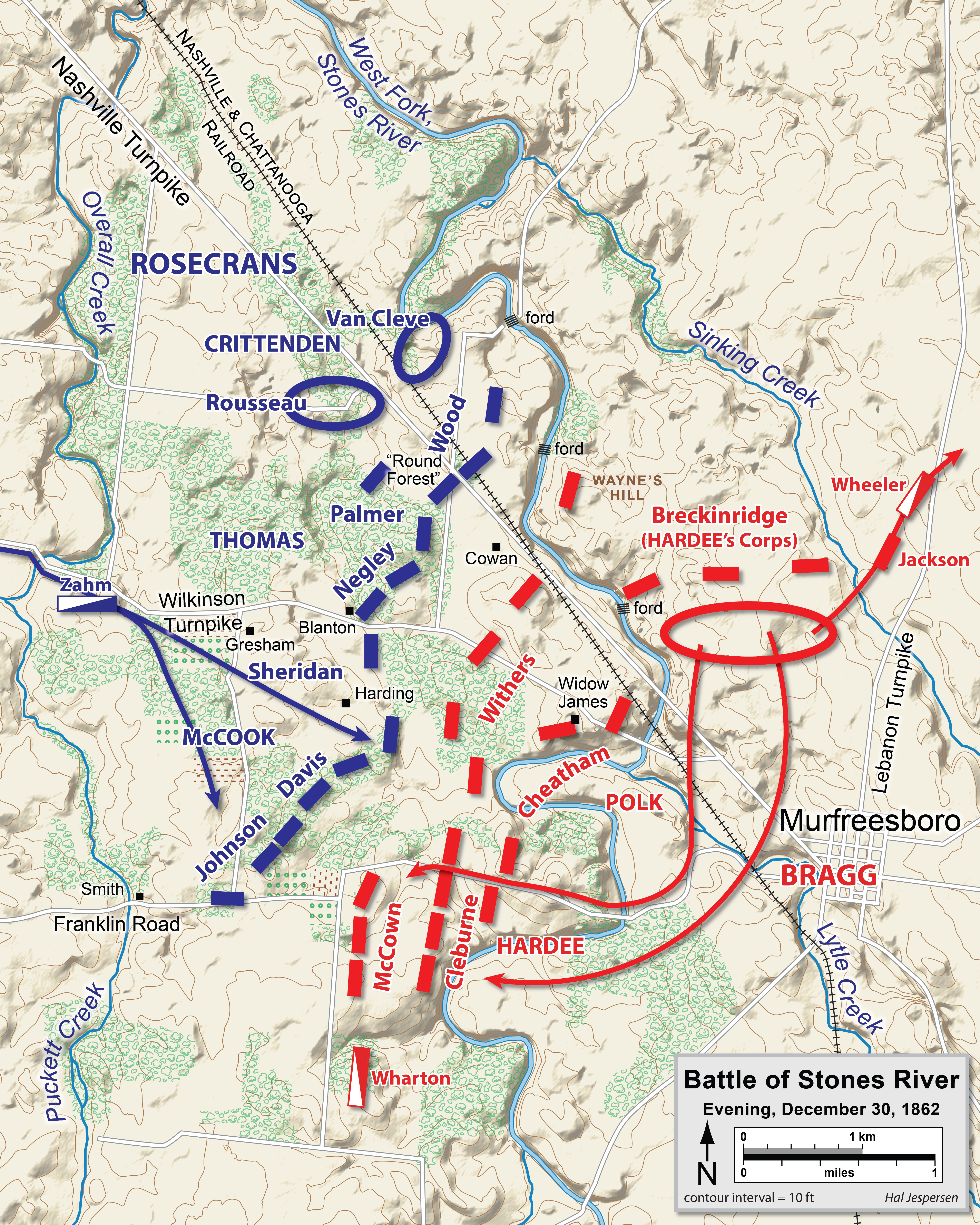
Opstelling en bewegingen tijdens de nacht van 30 op 31 december

Braggs eenheden en het korps van Leonidas Polk stonden opgesteld op de westelijke oever. William J. Hardees soldaten op de oostelijke oever. Bragg verwachtte reeds een Noordelijke aanval op 30 december. Toen deze aanval niet kwam, stuurde hij Hardees korps en de cavalerie van brigadegeneraal John A. Wharton via een omweg naar de vijandelijke achterhoede. Breckenridges divisie werd in reserve gehouden ten oosten van de rivier op hoger gelegen grond.
Rosecrans’ plan was om Crittenden over de rivier te sturen om daarna de heuvels ten oosten van de rivier aan te vallen. Van daar uit kon zijn artillerie de volledige Zuidelijke slaglinie onder schot nemen. Om de vijand zand in de ogen te strooien, stak McCook (op de Noordelijke rechterflank) veel kampvuren aan. Hiermee maskeerde hij de zwakte van zijn flank en verdoezelde hij het zwaartepunt van de aanval. Thomas, die het centrum voor zijn rekening nam, fungeerde als as waarrond de aanvallen vanuit de Noordelijke flanken zou draaien.
Beide legers kampeerden op slecht 700 m van elkaar. De muziekkorpsen zorgden reeds voor een opwarmer. De Noordelijken speelden Yankee Doodle en Hail, Columbia en werden prompt beantwoord met Dixie en The Bonnie Blue Flag. Uiteindelijk speelde een muziekkorps Home Sweet Home die al snel door beide opponenten overgenomen werd. Duizenden Noordelijke en Zuidelijke soldaten zongen samen het sentimentele lied over de linies heen

## 31 december

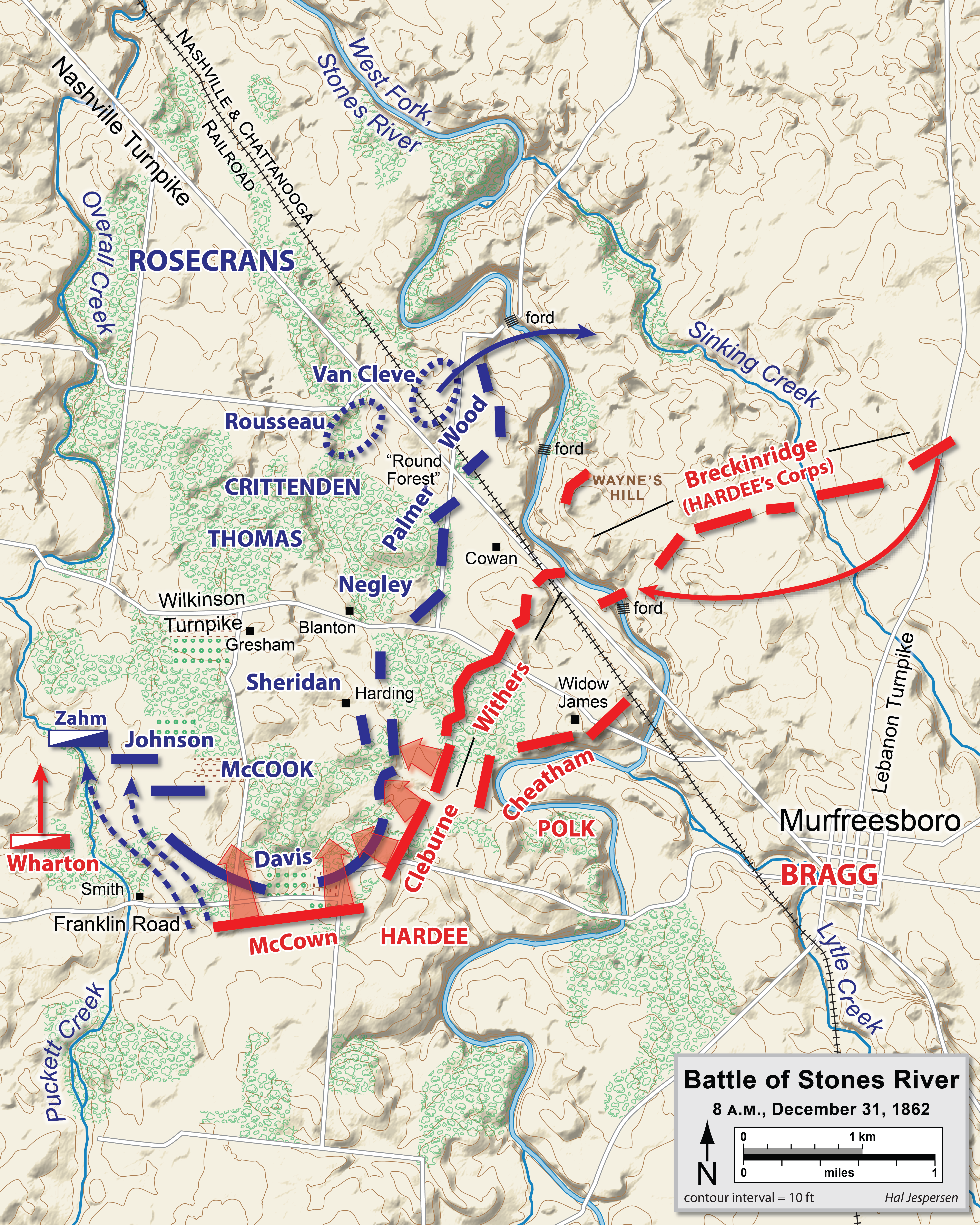
31 december om 8.00 uur

Bij dageraad van de 31ste december viel de Zuidelijke generaal William J. Hardee als eerste aan. Een van zijn divisies onder leiding van generaal-majoor John P. McCown viel de Noordelijke rechterflank aan waar de brigade van Richard W. Johnson hun ontbijt verorberden. 10.000 Zuidelijke soldaten vielen de verraste Noordelijken aan. De verwarrende kampvuren van McCook en de onervarenheid van McCown zelf liet een gat ontstaan in de slaglinie die snel opgevuld werd door de divisie van generaal-majoor Patrick Cleburne. Deze twee divisies overrompelden de Noordelijken. Verschillende Noordelijke batterijen werden veroverd zonder één schot te lossen. Johnsons divisie verloor meer dan 50 % van zijn effectief. De divisie van de Noordelijke brigadegeneraal Jefferson C. Davis moest na een korte strijd eveneens terugtrekken.
Hardee dreef de Noordelijken meer dan 5 km terug richting de spoorweg bij Nashville Pike. Daar slaagde Johnson erin om zijn linie min of meer te herstellen. Rosecrans stopte Crittendens aanval op de Zuidelijke rechterflank die reeds begonnen was om 07.00 uur met de opmars van brigadegeneraal Horatio P. Van Cleves divisie. Hij stuurde versterkingen naar zijn eigen rechterflank. Rosecrans had de Zuidelijke aanval verkeerd in geschat. Hij ging ervan uit dat McCook de druk kon weerstaan. Toen Rosecrans zijn eenheden aanstuurde, was hij er zich niet van bewust dat zijn uniform met bloed bespat was. Zijn chef-staf kolonel Julius Garesché was onthoofd door een kanonskogel terwijl hij naast Rosecrans reed.

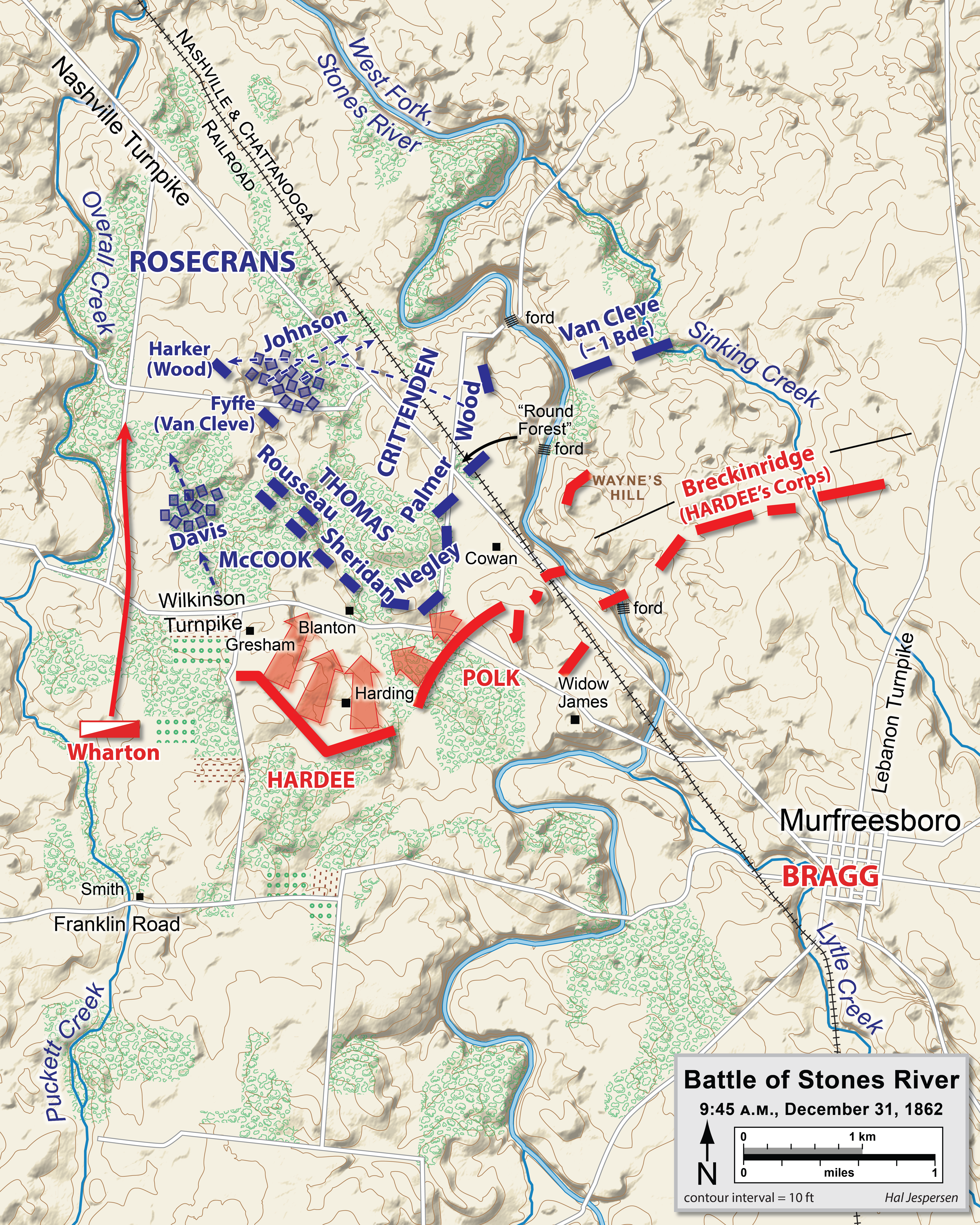
31 december om 9.45 uur

De tweede grote Zuidelijke aanval werd uitgevoerd door Polks korps met de divisies van generaal-majoor Jones M. Withers en Benjamin F. Cheatham. Het enige wat nog in de weg stond van de totale overwinning voor het Zuiden was de divisie van generaal-majoor Philip Sheridan (McCooks vleugel). Hij had zich voorbereid op een eventuele vroege aanval en stond reeds klaar om 04.00 uur. Withers viel als eerste Sheridans rechterflank aan maar werd tot driemaal toe afgeslagen. Toen viel Cheatham Sheridans centrum aan terwijl Cleburne de flank aanviel. Cheathams aanval werd slecht uitgevoerd. Terwijl Sheridans soldaten de Zuidelijke aanval vertraagden, vielen er veel slachtoffers in eigen rangen. De drie brigadebevelhebbers sneuvelden en na een strijd van vier uur viel een derde van zijn soldaten ter aarde. Tegen 10.00 uur veroverden de Zuidelijken de meeste doelen. Ze hadden 28 kanonnen veroverd en 3.000 Noordelijken gevangengenomen.

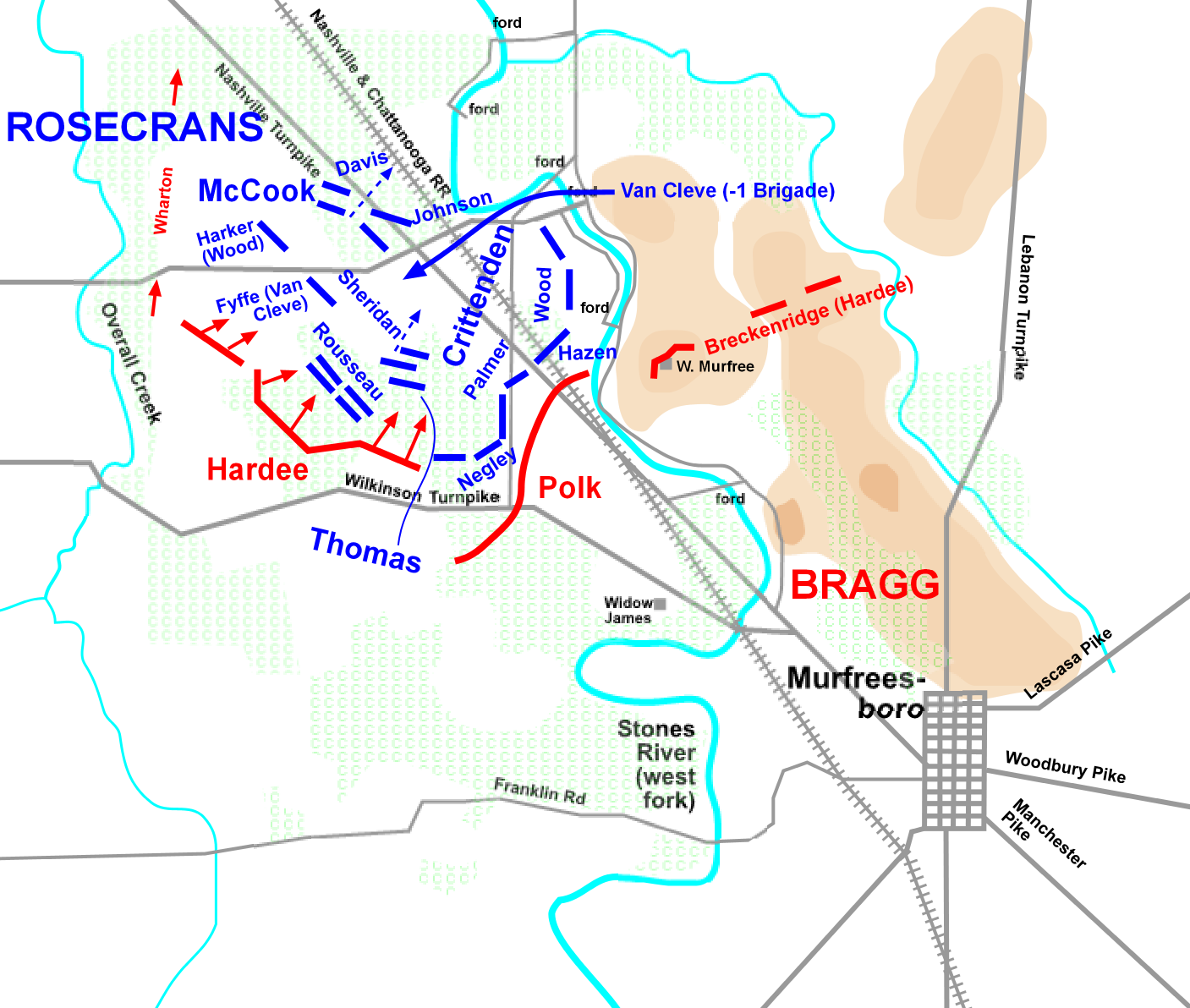
31 december om 11.00 uur

Twee Zuidelijke blunders hielp Rosecrans echter. Breckinridge, op de oostelijke oever, besefte niet dat de Noordelijke aanval van Crittenden gestopt was. Hij weigerde daarom om twee brigades te sturen ter ondersteuning van de Zuidelijke aanval. Toen hij uiteindelijk oprukte na een bevel van Bragg stelde Breckinridge tot zijn verbazing vast dat er geen Noordelijke soldaten te bespeuren waren. Rond deze tijd ontving Bragg een onjuist verslag over een Noordelijke strijdmacht die zich in zuidelijke richting langs de Lebanon Pike bewoog. Hij stuurde een nieuw bevel naar Breckindridge om zijn twee brigades bij zich te houden. De hoofdaanval was hierdoor zwakker uitgevallen dan eerst voorzien.
Tegen 11.00 uur had Sheridan een tekort aan munitie. Hij trok zijn divisie terug. Het ontstane gat werd onmiddellijk uitgebuit door Hardee. De Noordelijken hergroepeerden zich rond Nashville Pike. Ze werden nu ondersteund door nieuwe kanonnen en infanterie. Verschillende aanvallen op de Noordelijke linkerflank werden afgeslagen door de brigade van kolonel William B. Hazen in een rotsachtig, bebost gebied dat bekend zou worden als "Hell's Half-Acre" in Round Forest. Brigadegeneraal Milo S. Hascall stuurde de 3rd Kentucky naar de Round Forest ter ondersteuning. Na de dood van de regimentscommandant nam Hascall het bevel op zich. Hazens brigade was het enige deel van de Noordelijke linie dat stand hield. De linie werd gestabiliseerd door Rosecrans. Hij hergroepeerde verschillende divisies. De nieuwe slaglinie had nu een vorm als dat van een afgeronde rechthoek. De rivier lag in hun rug. Bragg liet nu de Noordelijke linkerflank aanvallen waar Hazens brigade opgesteld stond. De enige Zuidelijke eenheden die zo’n aanval konden uitvoeren, waren de mannen van Breckinridge. Hij kwam echter maar traag in beweging. Het was pas om 16.00 uur dat de eerste twee brigades ongecoördineerde aanvallen uitvoerden op Hazens stellingen. De twee resterende brigades werden versterkt met elementen van Polks korps, maar ook hun aanval mislukte. Thomas liet een beperkte tegenaanval uitvoeren. Rond 16.30 uur werden de laatste schoten afgevuurd.

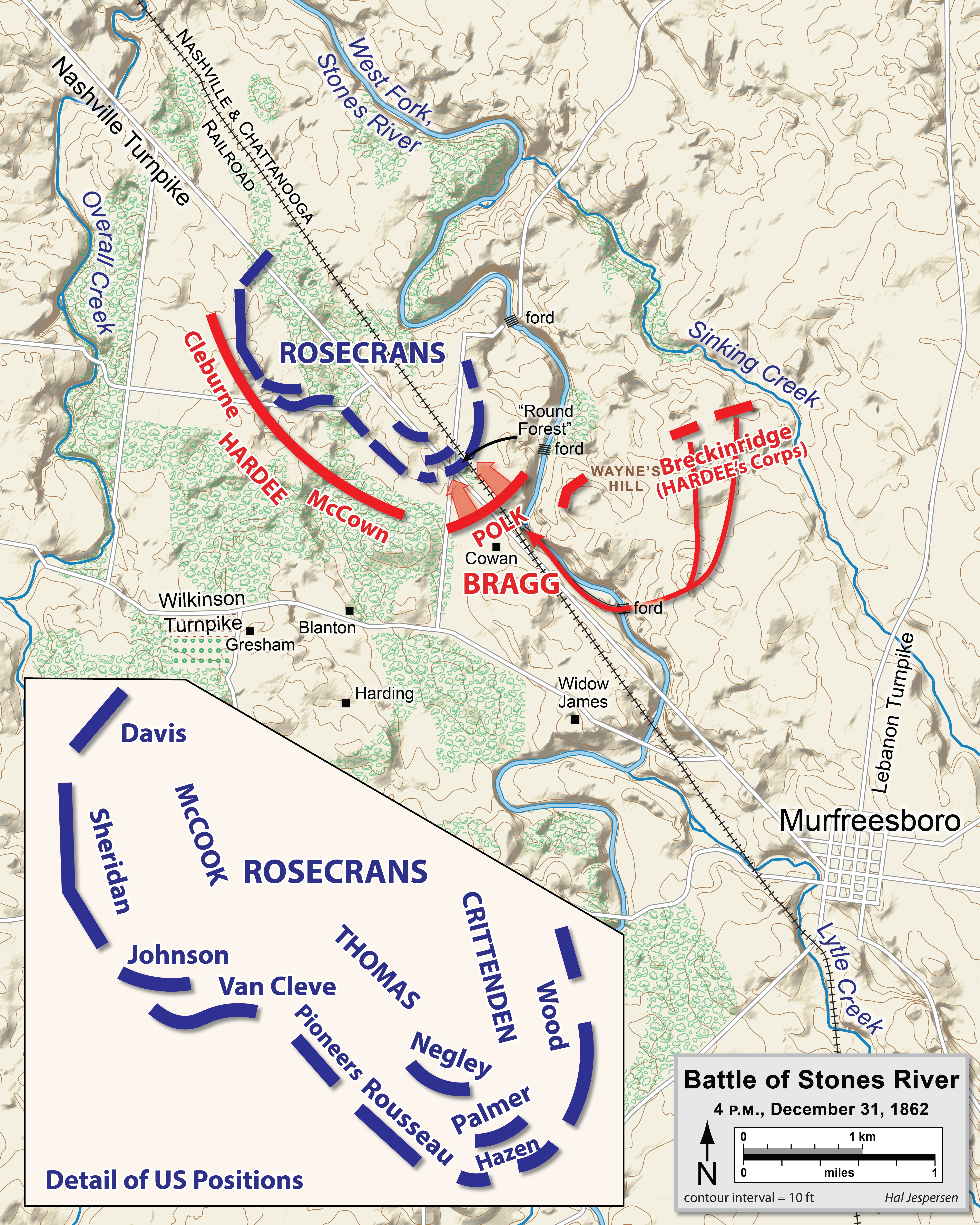
31 december om 16.00 uur

Hoewel Bragg de communicatielijnen van Rosecrans wilde doorsnijden, had zijn aanval de vijand samengedrongen op één punt.
Op oudejaarsavond hield Rosecrans een stafoverleg. Sommige van zijn generaals kozen voor een terugtocht, hoewel ze geen kant meer op konden. Rosecrans, gesteund door Thomas en Crittenden, verzette zich tegen deze opinie. Het leger zou standhouden. De slaglinie werd versterkt waar nodig.
Bragg echter was zeker dat hij de overwinning behaald had. Hoewel hij 9.000 soldaten had verloren, had hij zeer veel Noordelijken gevangengenomen. Dus moest Rosecrans nog meer manschappen hebben verloren. Het Zuidelijke leger groef zich in tegenover de Noordelijke linie. Bragg stuurde een telegram naar Richmond waarin hij een overwinning aankondigde.

## 1 januari tot 3 januari

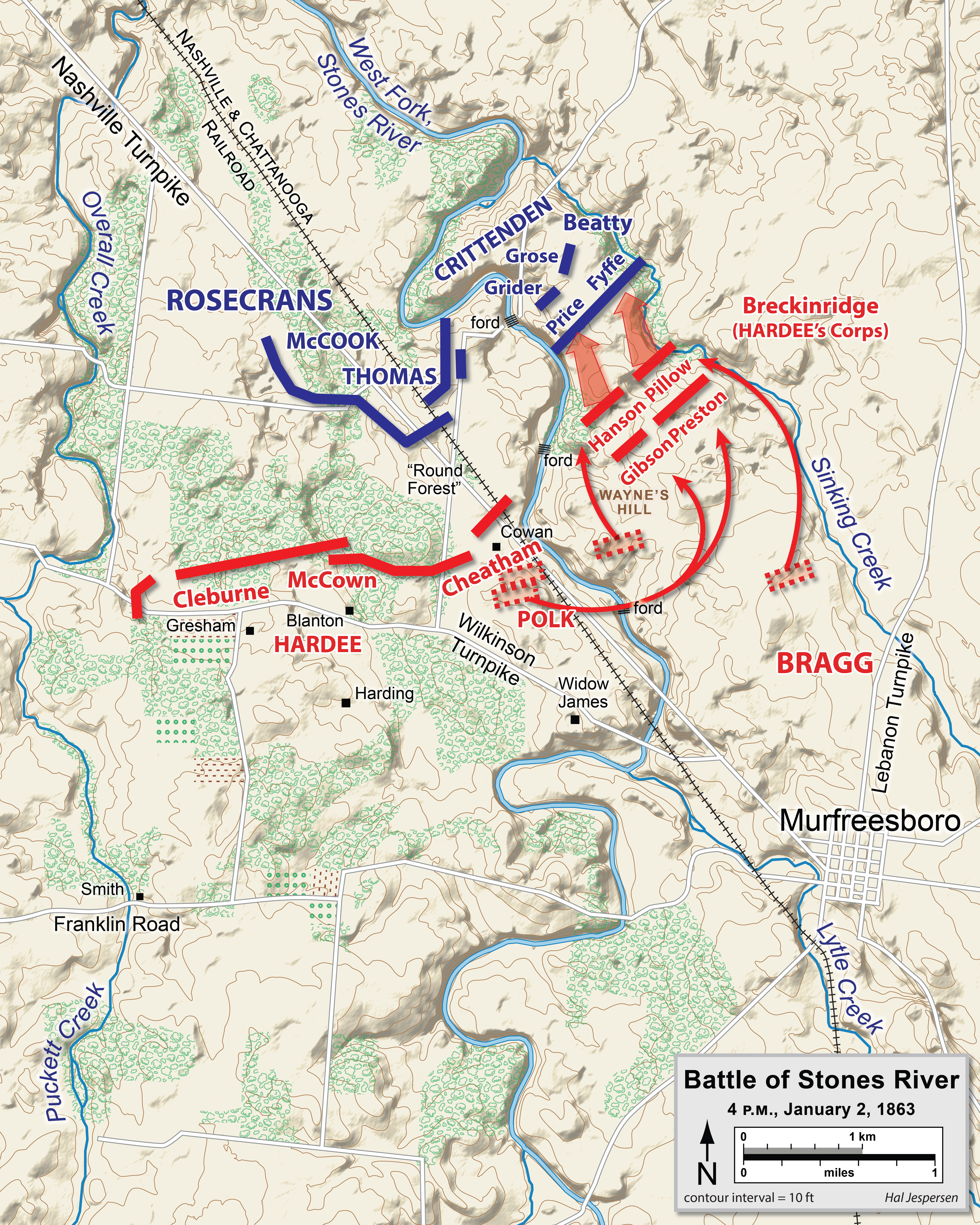
2 januari om 16.00 uur

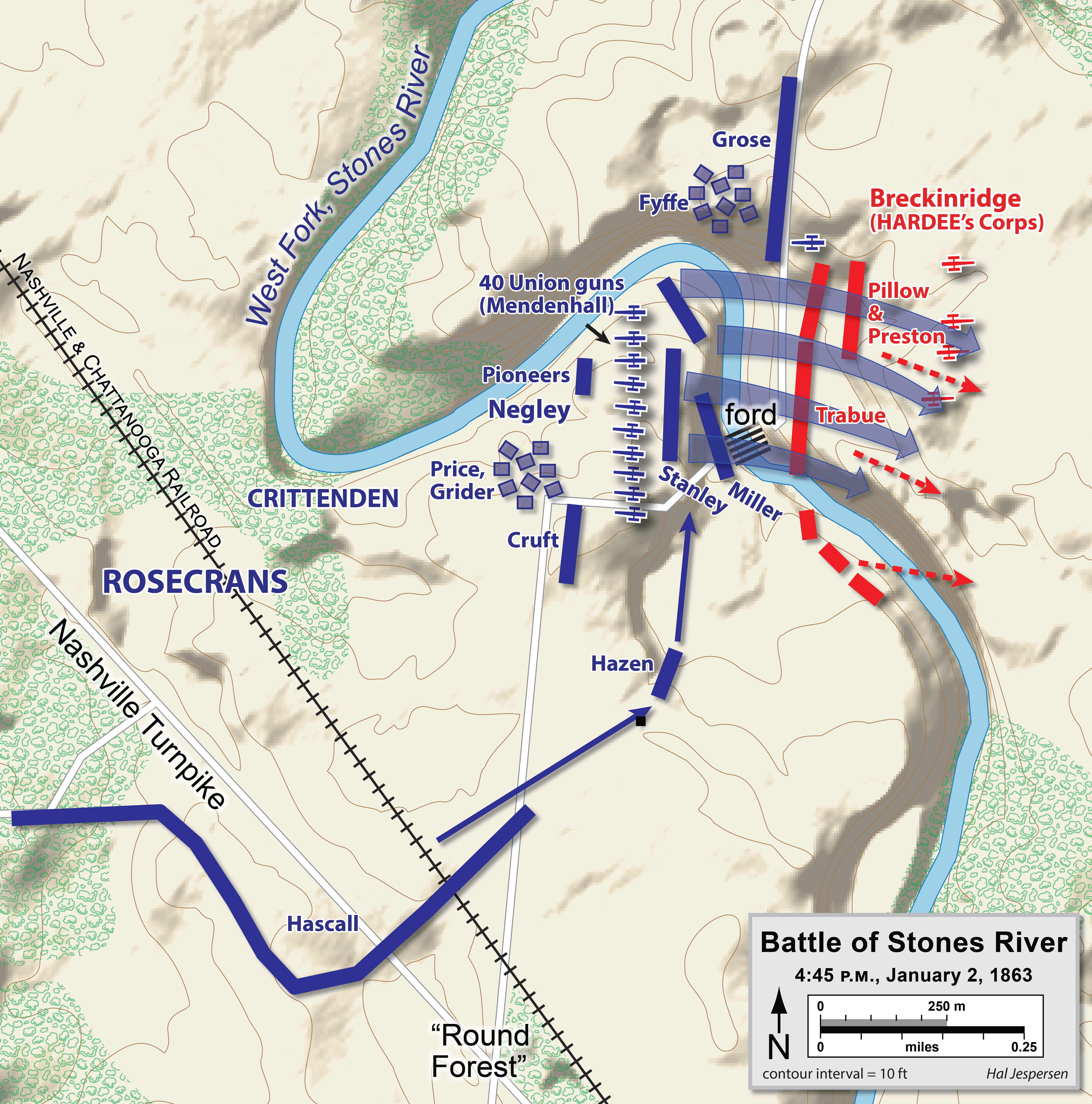
2 januari om 16.45 uur

Om 03.00 uur op Nieuwjaarsdag van het jaar 1863 besloot Rosecrans zijn oorspronkelijke plan uit te voeren. De divisie van Van Cleve onder leiding van kolonel Samuel Beatty moest de rivier oversteken en de heuvels bezetten. Zo beschermden ze twee oversteekplaatsen en hadden ze een perfecte locatie om de Zuidelijke stellingen onder vuur te nemen met hun artillerie. Veel werd er niet gevochten. Beide legers vierden het nieuwe jaar door uit te rusten en hun gewonden te verzorgen. Polk liet twee kleinere aanvallen uitvoeren op de stellingen van Thomas en Sheridan zonder veel gevolgen.
In de achterhoede viel Wheelers cavalerie voortdurend Noordelijke posities aan tussen de turnpike en Nashville. De Noordelijke gewonden werden onder zware bewaking van hun cavalerie geëvacueerd. Wheeler zag hierin de eerste tekenen van een Noordelijke terugtocht. Zo was Bragg nog meer overtuigd van zijn gelijk en wachtte tot Rosecrans zou terugtrekken.
Op 2 januari om 16.00 uur opende Bragg een aanval op Beatty’s divisie met Breckinridges soldaten. Breckinridge protesteerde eerst. Hij zag dit als een zelfmoordaanval. Uiteindelijk volgde hij zijn orders op en ging in de aanval tegen de Noordelijken op een heuvel bij de oostelijke oever van de rivier. De Noordelijken werden teruggedrongen over de McFadden oversteekplaats. De Zuidelijke aanval werd echter aan flarden geschoten door het geconcentreerde vuur van de Noordelijk artillerie onder leiding van kapitein John Mendenhall. De Zuidelijken verloren 1.800 soldaten in de aanval. Om 16.45 uur leidde James S. Negley een tegenaanval waarop de Zuidelijken zich terugtrokken. Breckinridge verloor meer dan een derde van zijn troepen.
In de loop van de ochtend van de 3de januari werd Rosecrans versterkt door een infanteriebrigade en kreeg hij nieuwe voorraden. Wheeler was er niet in geslaagd om deze versterkingen tegen te houden. In de vroege avond viel Thomas het Zuidelijke centrum aan met twee brigades om de vijandelijke scherpschutters te verjagen. De Zuidelijken onder leiding van Lovell H. Rousseau werden uit hun loopgraven verjaagd en verloren hierbij 70 tot 80 soldaten die gevangen werden genomen.
Bragg besefte nu dat hij Rosecrans niet kon verslaan indien hij voortdurend nieuwe versterkingen zou ontvangen. Op 3 januari rond 10.00 uur trok Bragg zich terug via Murfreesboro naar Tullahoma in Tennessee, ongeveer 58 km verderop. Rosecrans bezette Murfreesboro maar zette de achtervolging niet in.

## Gevolgen

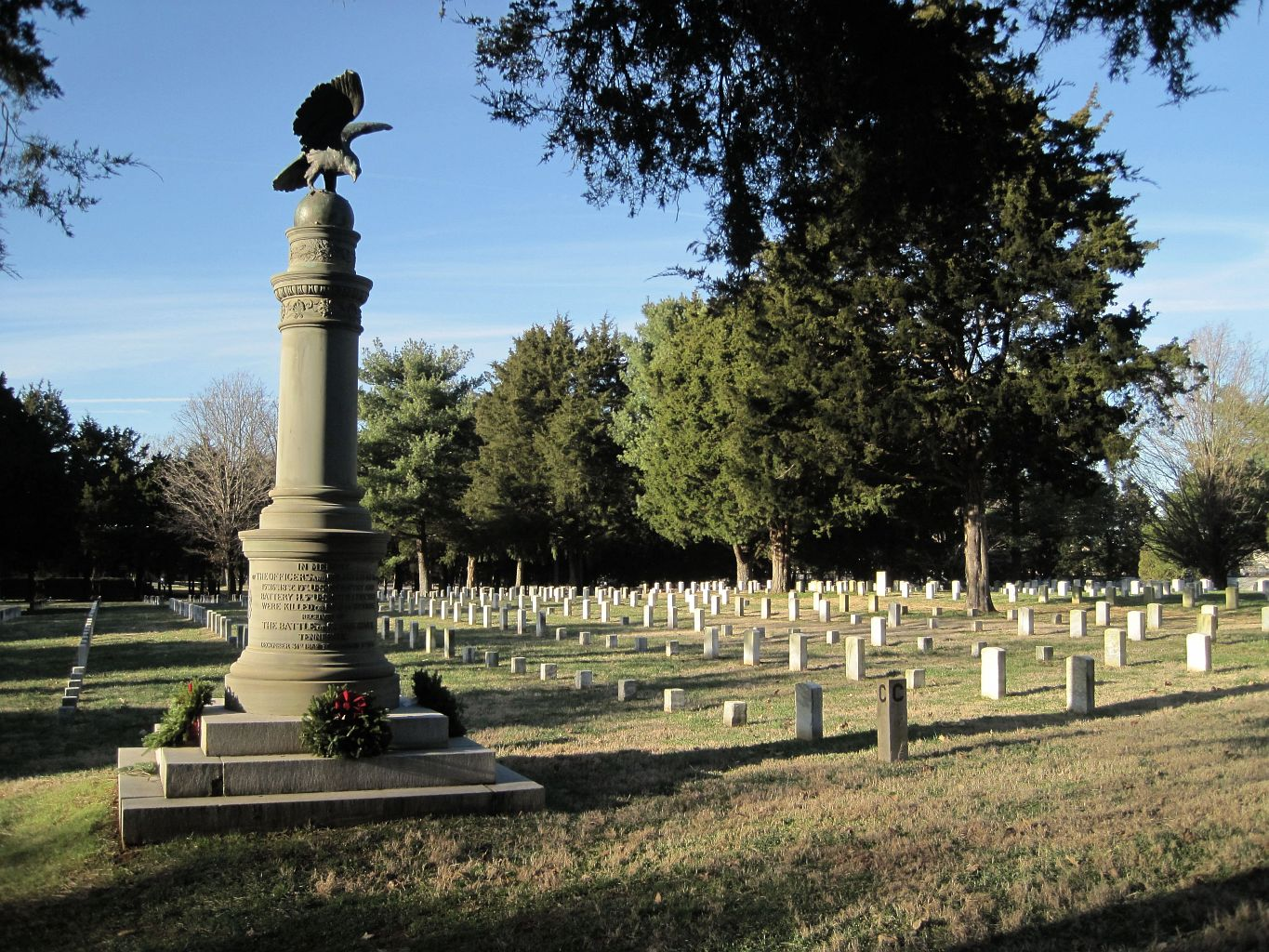
Stones River National Cemetery

De Noordelijken hadden 13.249 soldaten verloren. De Zuidelijken lieten 10.266 slachtoffers achter op het slagveld. Tactisch was de slag onbeslist hoewel Bragg de nederlaag accepteerde door de terugtocht te aanvaarden. Zijn commando werd enkel gered toen Joseph E. Johnston en president Jefferson Davis, die hem steunden, geen capabele vervanger vonden. De slag was een boost voor het Noordelijke moraal. De Zuidelijke dreiging voor het midden van Tennessee was voorbij.
Rosecrans bleef de komende vijf en een halve maand in Murfreesboro om de stad te fortificeren. De rest van de oorlog zou de stad fungeren als opslagplaats.